# Conversie (scheikunde)
Conversie of fractionele omzetting is een maat voor de omzetting van een chemische reactie. Het wordt gedefinieerd als de verhouding tussen de verandering in aantal mol van een gegeven reagens en het oorspronkelijk aantal mol van datzelfde reagens.
De conversie {\displaystyle X_{\mathrm {A} }} van een reactie voor reagens A wordt door onderstaande formule gegeven:
{\displaystyle X_{\mathrm {A} }={\frac {n_{\mathrm {A,0} }-n_{\mathrm {A} }}{n_{\mathrm {A,0} }}}}
met 
- {\displaystyle n_{\mathrm {A,0} }=} de stofhoeveelheid aan reagens A op tijdstip 0
- {\displaystyle n_{\mathrm {A} }=} de stofhoeveelheid aan reagens A op een bepaald tijdstip {\displaystyle t}

In geval van constante densiteit van het mengsel gedurende de reactie is het reactievolume {\displaystyle V} op tijdstip {\displaystyle t} gelijk aan het initiële volume {\displaystyle V_{0}}. De conversie kan dan herschreven worden gebruikmakende van de molaire concentratie {\displaystyle c_{\mathrm {A} }}:
{\displaystyle X_{A}={\frac {c_{\mathrm {A,0} }\cdot V_{0}-c_{\mathrm {A} }\cdot V}{c_{\mathrm {A,0} }\cdot V_{0}}}={\frac {c_{\mathrm {A,0} }-c_{\mathrm {A} }}{c_{\mathrm {A,0} }}}} (indien {\displaystyle V=V_{0}})